# Bourg-de-Sirod
Bourg-de-Sirod é uma comuna francesa na região administrativa de Borgonha-Franco-Condado, no departamento de Jura. Estende-se por uma área de 4,42 km². Em 2010 a comuna tinha 98 habitantes (densidade: 22,2 hab./km²).